# 7306 Panizon
7306 Panizon este un asteroid din centura principală, descoperit pe 6 martie 1994.